# Orde van Verdienste voor de Landbouw (Roemenië)
De Orde van Verdienste voor de Landbouw (Roemeens "Ordinul "Meritul Agricol") was een van de orden van verdienste van het vooroorlogse Koninkrijk Roemenië. De orde werd toegekend voor verdiensten voor landbouw en veeteelt.
Het land was ondanks de metropool Boekarest nog grotendeels agrarisch. 
De Roemeense Orde van Verdienste voor de Landbouw werd op 12 april 1932 ingesteld en had vier graden; Grootofficier, Commandeur, Officier, en lid. Een Grootkruis of Grootofficier ontbrak, zoals dat ook bij de Franse Ministeriële Orden, bijvoorbeeld de Orde van Verdienste voor de Landbouw het geval was en is. 
Het versiersel van de ridders der IIe Klasse was een donkergroen geëmailleerd kruis van Malta van zilver met in het centrum een krans van zilveren samengebonden aren en eikenloof met het monogram van de stichter Carol I van Roemenië; twee verstrengelde letters "C" onder een zilveren beugelkroon. Later kwam het monogram "M" van de jonge koning Michaël I van Roemenië daarvoor in de plaats.
Het kruis werd met een groen geëmailleerde zilveren ring met een floraal motief en een balverbinding aan het lint bevestigd. Men droeg het ridderkruis aan een groen lint met zes gele strepen op de linkerborst. Het commandeurskruis werd aan een breder lint om de hals gedragen. Dames lieten hun versierselen opmaken tot een strik en droegen de onderscheiding op de linkerschouder.
Het aantal leden was strikt gereglementeerd om de orde op deze wijze exclusief te houden. Ook daarin volgde Roemenië het Franse voorbeeld.
- Vijftig Grootofficieren
- Honderd Commandeurs
- Vijfhonderd Officieren
- Duizend Ridders.

De orde werd na de val van de Roemeense monarchie in 1947 afgeschaft.